# Хилл, Артур Уильям
Сэр Артур Уильям Хилл (1875—1941) — британский ботаник, директор Королевских ботанических садов Кью, выдающийся систематик. Член Лондонского Линнеевского общества (FLS) с 1908 года, член Лондонского королевского общества (FRS).

## Биография
Артур был единственным ребёнком в семье Дэниела Хилла.

### Образование
Первоначально он обучался в Мальборо колледже (англ. Marlborough College), где под руководством его школьного наставника, известного энтомолога Эдварда Мейрика у него развился интерес к естественным наукам. Перейдя King’s College
он попал под влияние ботаника Вальтера Гардинера (англ. Walter Gardiner, 1859–1941), там же им были получены степень магистра искусств (MA) и доктора наук (DSc).

### Путешествия
Первое научное путешествие под руководством члена Королевского географического общества Хилл совершил в Исландию в 1900 году. За тем, в 1903 году, последовали экспедиции в Анды Боливии и Перу, в ходе которых интерес Хилла вызвали подушкообразные растения, исследованием которых он был увлечён на протяжении всей своей жизни. В 1911 году будучи сотрудником ботанического сада в Кью он посещает Карибы.

### Работа в Кью
В 1907 году Хилл поступает работать в Ботанический сад Кью, помощником директора сада Дэвида Прэйна. В 1922 году он сменил Прэйна на посту директора.
Хилл способствовал организации путешествий ботаников по всему миру, с целью посещения ими самых удалённых и экзотических мест: Австралии, Новой Зеландии, Малаи, Родезии, Восточной Африки, Индии, Киренаики и Вест-Индии. Он интересовался вопросами экономической ботаники, был её восторженным сторонником. Большое место в его научной работе занимала таксономия, им был описан монотипный род растений Choerospondias B.L.Burtt & A.W.Hill семейства Сумаховые (Anacardiaceae) и около пятисот видов представляющие различные семейства, например виды Базилика и Петрушки.
Артуром Хиллом было проведено большое количество изменений ботанического сада в Кью. Несмотря финансовые трудности в послевоенный период, на посту директора сада им были достигнуты значительные успехи в строительстве, ремонте и расширении оранжерей сада.
Артур Хилл погиб 3 ноября 1941 года в результате аварии. Он никогда не был женат.

## Научные работы
- On the Structure and Affinities of a Lepidodendroid Stem (совместно с A.C.Seward), 1900
- The Distribution and Character of Connecting Threads in the Tissues of Pinus sylvestris and other Allied Species, 1901
- The Histology of the Sieve-Tubes of Pinus, 1901
- Across Iceland: With Illustrations and Maps and an Appendix By A.W.Hill on the Plants (совместно с W.Bisiker), 1902
- The Histology of the Endosperm during Germination in Tamus communis and Galium tricorne (совместно с Вальтером Гардинером), 1902
- Notes on a Journey in Bolivia and Peru around Lake Titicaca, 1905
- The Morphology and Seedling Structure of the Geophilous Species of Peperomia, together with some views on the Origin of Monocotyledons, 1906
- A Revision of the Geophilous Species of Peperomia, 1907
- The Histology of the Sieve-Tubes of Angiosperms, 1908
- The Acaulescent Species of Malvastrum, 1909
- Gentianaceae (Flora Capensis), 1909
- South America in its relation to Horticulture, 1911
- A Visit to the West Indies, 1912
- The History of Primula obconica under Cultivation, 1912
- Floral Mechanism of the Genus Sebaea, 1913
- Santalaceae, 1915
- The Genus Thesium in South Africa, 1915
- The History and Functions of Botanic Gardens, 1915
- Studies in Seed Germination — the Genus Marsh, 1916